# Chanka
Chanka (rusky Ханка, čínsky v českém přepisu Sing-kchaj-chu, pchin-jinem Xingkai Hu, znaky 兴凯湖) je sladkovodní jezero na jihozápadě Přímořského kraje v Rusku a na východě provincie Chej-lung-ťiang v Číně. Leží 160 km od Vladivostoku a 120 km od čínského města Ťi-si. Má rozlohu 4190 km² (z toho je 3030 km² v Rusku a 1160 km² v Číně). Je 95 km dlouhé a 40 až 85 km široké. Převládající hloubka je 1 až 3 m, průměrná 4 m a dosahuje maximální hloubky 10,6 m. Průměrný objem jezera je 18,3 km³, maximální 22,6 km³. Rozměry jezera se významně mění v závislosti na úrovni hladiny. Povodí jezera má rozlohu 16 890 km², z toho 97 % v Rusku. Leží v Přichankajské nížině v nadmořské výšce 68 m.

## Pobřeží
Jezero má nepravidelný oválný tvar. Náplavové usazeniny oddělují úzké jezero Malá Chanka, ležící celé v Číně. Pobřeží je bažinaté, s výjimkou severozápadního. V okolí se pěstuje rýže, sója, zelenina a brambory.

## Vodní režim
Zdroj vody je dešťový. Do jezera ústí 23 řek (8 v Číně a 15 v Rusku). Průměrný přítok za rok je 1,99 km³ (především řeky Lefu, Mo, Sintucha) a odtok 1,70 km³ (Sungača, přítok Ussuri, povodí Amuru). Vyšší úroveň hladiny je na podzim. Na jezeře se vytvářejí velké vlny, vznikající v důsledku silných větrů.

## Vlastnosti vody
Zamrzá ve druhé polovině listopadu a rozmrzá v dubnu. Voda je kalná z důvodů malé hloubky a častého vlnění.

## Fauna
Na jezeře je rozvinuté rybářství (vyzy, kapři, tolstolobiky), ročně se zde naloví 450 tun ryb. Chovají se zde ondatry, na březích hnízdí vodní ptáci.

## Doprava
Na jezeře je rozvinutá místní vodní doprava